# Église Notre-Dame-des-Pauvres d'Aubrac
Pour les articles homonymes, voir Église Notre-Dame-des-Pauvres.
L'église Notre-Dame-des-Pauvres est une église datant de la fin du XIIe siècle, située en France dans le village d'Aubrac (commune de Saint-Chély-d'Aubrac), dans le département de l’Aveyron en région Occitanie. Située à 1 310 mètres d'altitude, l'église est un des vestiges de l'ancienne domerie d'Aubrac, avec la tour des Anglais et un des bâtiments de l'ancien hôpital des pauvres.
L'édifice fait l'objet d'un classement au titre des monuments historiques depuis le 21 octobre 1925.

## Localisation
L'église se situe en périphérie immédiate du village d'Aubrac, à proximité de la section de la route départementale D 987 conduisant au bourg de Nasbinals.

## Description
La recherche d’austérité et de simplicité caractérisant l’église Notre-Dame-des-Pauvres d’Aubrac, se situe à contre-courant de la mutation engagée pendant la seconde moitié du XIIe siècle par l’architecture cistercienne.
L'église adopte un plan simple, en forme de quadrilatère de 24 mètres de long sur 12 mètres de large, sans transept.

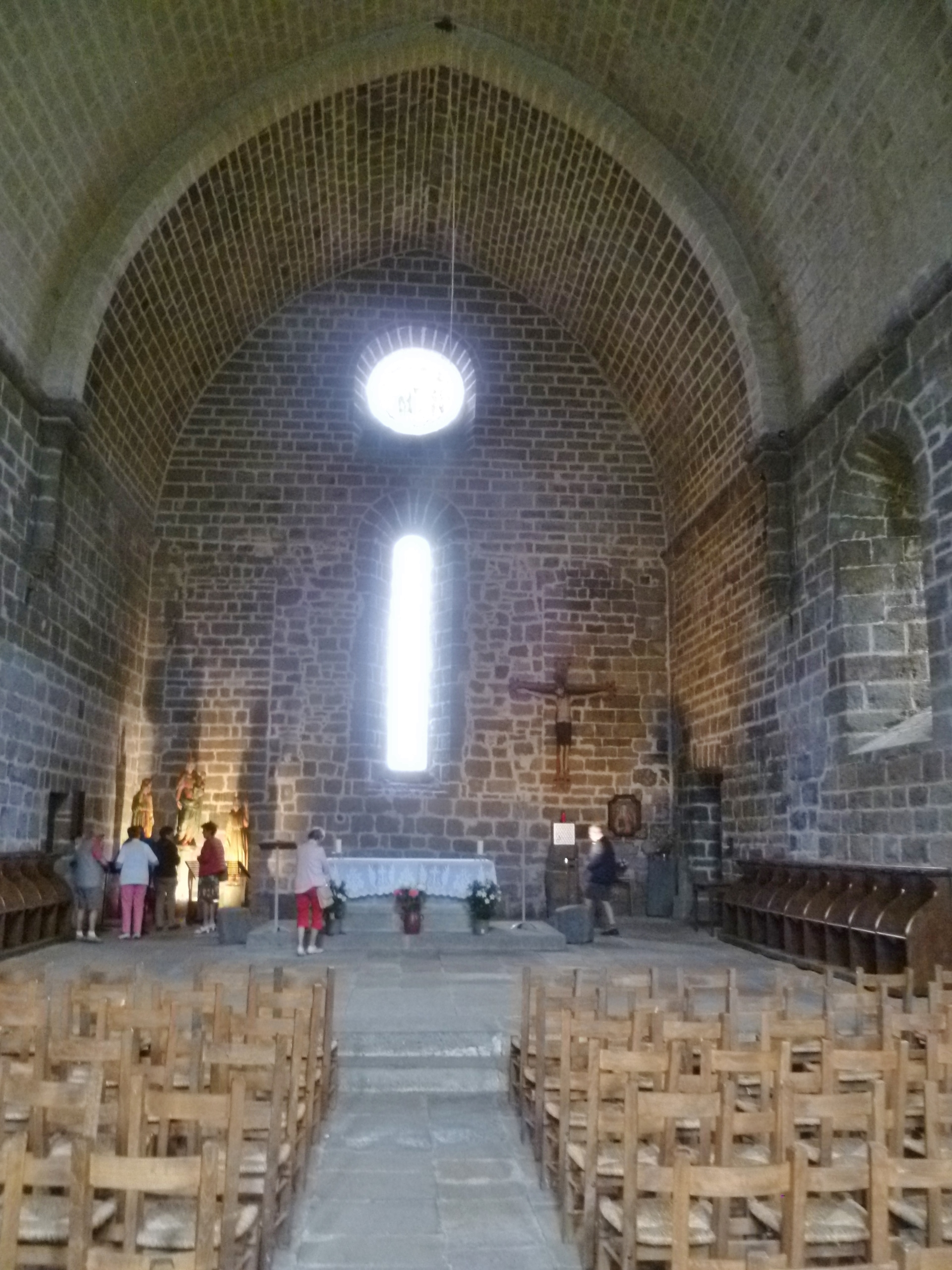
Intérieur de l'église.

Sa nef unique, dotée de contreforts-arcades surmontés d’une voûte en berceau brisé, apparente l’édifice aux recherches architecturales qui s’individualisent à partir des années 1130 dans le Midi de la France, annonçant la fin de l’art roman au sein de l’aire méridionale.
Son chevet plat, unique exemple dans l’architecture médiévale de l’Aubrac, évoque des chevets liés à certains ordres religieux de l’époque, notamment celui des chanoines réguliers.

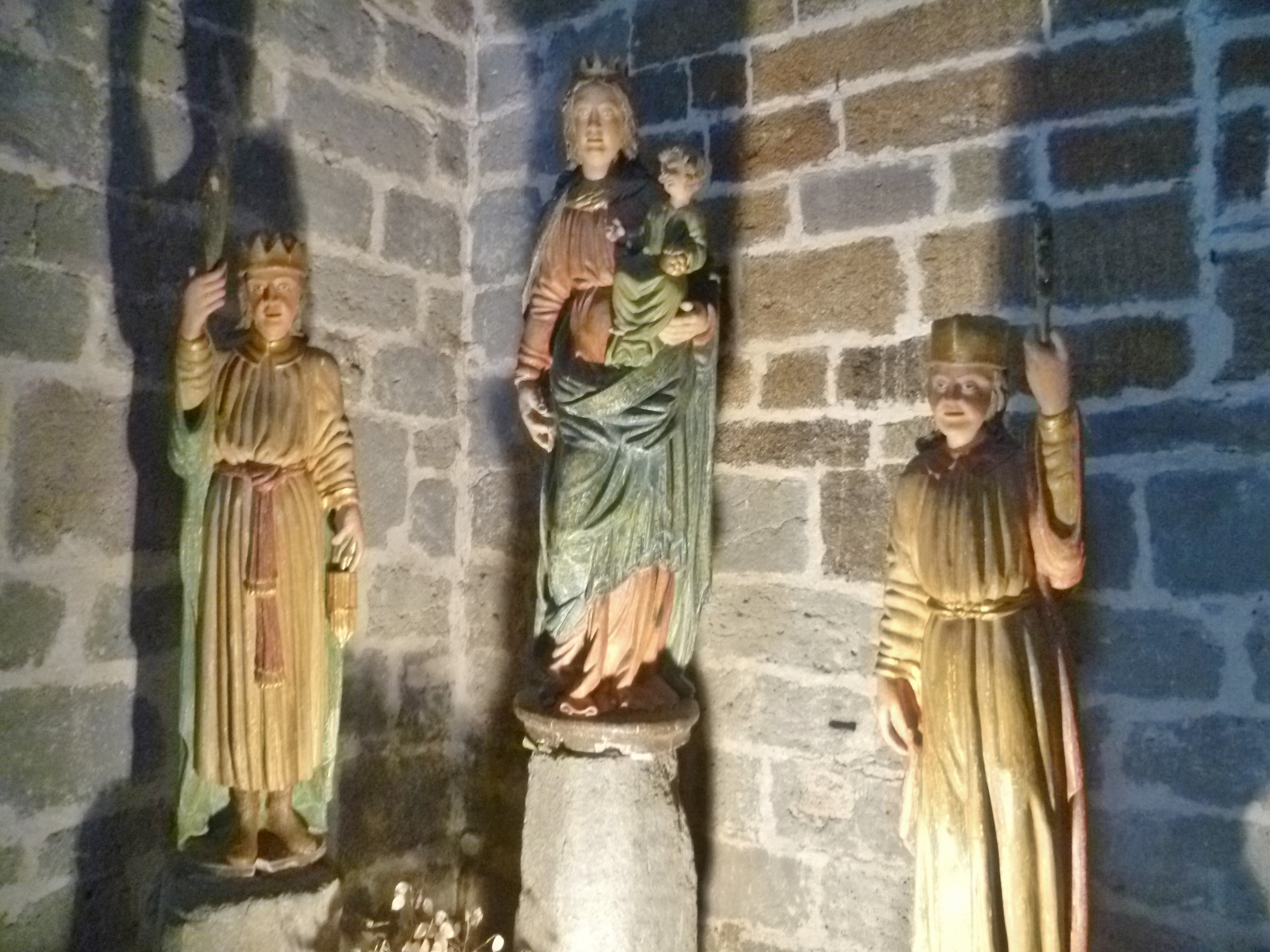
Statues dans l'église.

En dehors du mur nord, aveugle pour des raisons climatiques, de modestes fenêtres ont été agencées au sein des trois autres façades,  en vue d’assurer un éclairage continu.  Leur originalité repose sur la présence de deux triplets de lancettes à tracé en plein cintre, surmontés d’un oculus, disposés face à face dans les murs pignons de l’édifice.
Les murs intérieurs présentent des surfaces continues et sobres, discrètement rythmées par de courtes colonnettes surmontées de chapiteaux à feuilles lisses, soutenant les doubleaux à simple rouleau soulignant la voûte.

## Historique
L'absence de témoignages écrits se rapportant aux débuts de la construction de l'église, le dépouillement de sa structure et de son décor, et son caractère atypique à l'échelle régionale rendent difficile l'attribution d'une date de construction très précise. Jacques Bousquet propose son début de mise en chantier en 1162 et une analyse des éléments les plus anciens du bâti invite Étienne Hamon à faire intervenir son édification entre 1180 et 1200, ces deux auteurs suggérant par ailleurs que les religieux de l'hôpital d'Aubrac se sont contentés d'un oratoire provisoire pendant les décennies qui ont suivi la fondation du monastère, entre 1108 et 1125.
Les premières mentions faisant explicitement référence à l'existence de l'église datent de 1216, dans un texte désignant l'« ecclesia Beate Marie de Albrac », puis de 1244, dans un acte passé « davant la porta de la gleia »,. Au milieu du XIIIe siècle, débute l'installation d'autels associés à des dévotions particulières et sont attestées la place accordée aux luminaires et l'existence de chapellenies. 
La matérialisation d'un chœur intervient pour sa part au cours du XIIIe siècle, suivie par la création de stalles.
En 1388-1389, l'église est fortifiée pour la protéger des incursions militaires liées à la guerre de Cent Ans. 
La construction du clocher visible aujourd'hui a débuté en 1453 et s'est terminé avant 1468. Celui-ci a succédé à un clocher plus ancien, voire à un campanile datant des débuts de l'hôpital. Dès sa construction, des chambres y ont été aménagées, témoignant à cette époque d'un manque de place dans les bâtiments du monastère. Le clocher abrite "la cloche des perdus" et le logement du sonneur avec un four à pain intérieur. La cloche porte une inscription en latin "Deo jubila, Clero canta, Demones fuge, Errantes revoca, Maria..." (Crie de joie pour Dieu, Chante pour le clerc, Chasse les démons, Rappelle les égarés, Marie...). 
Au début du XVIe siècle, l'église fait l'objet comme le reste du monastère d'un certain faste, à mettre en relation avec la personnalité des doms alors responsables de la seigneurie d'Aubrac. Antoine d'Estaing, devenu évêque d'Angoulême, engage en 1508 la construction d'un jubé sculpté en calcaire blanc du causse Comtal, destiné à isoler le chœur des religieux, tandis que les parements internes de l'église ont été blanchis, en vue de les harmoniser avec cette nouvelle structure. Il est par ailleurs fait mention en 1694, à l'occasion d'une visite de l'évêque de Rodez, de quatre colonnes en cuivre surmontées d'anges tenant des chandeliers autour de l'autel, dont le dom Antoine d'Estaing fut probablement le donateur, ainsi que de deux autels sur les côtés du jubé et de la présence d'un petit orgue sur ce dernier,. 

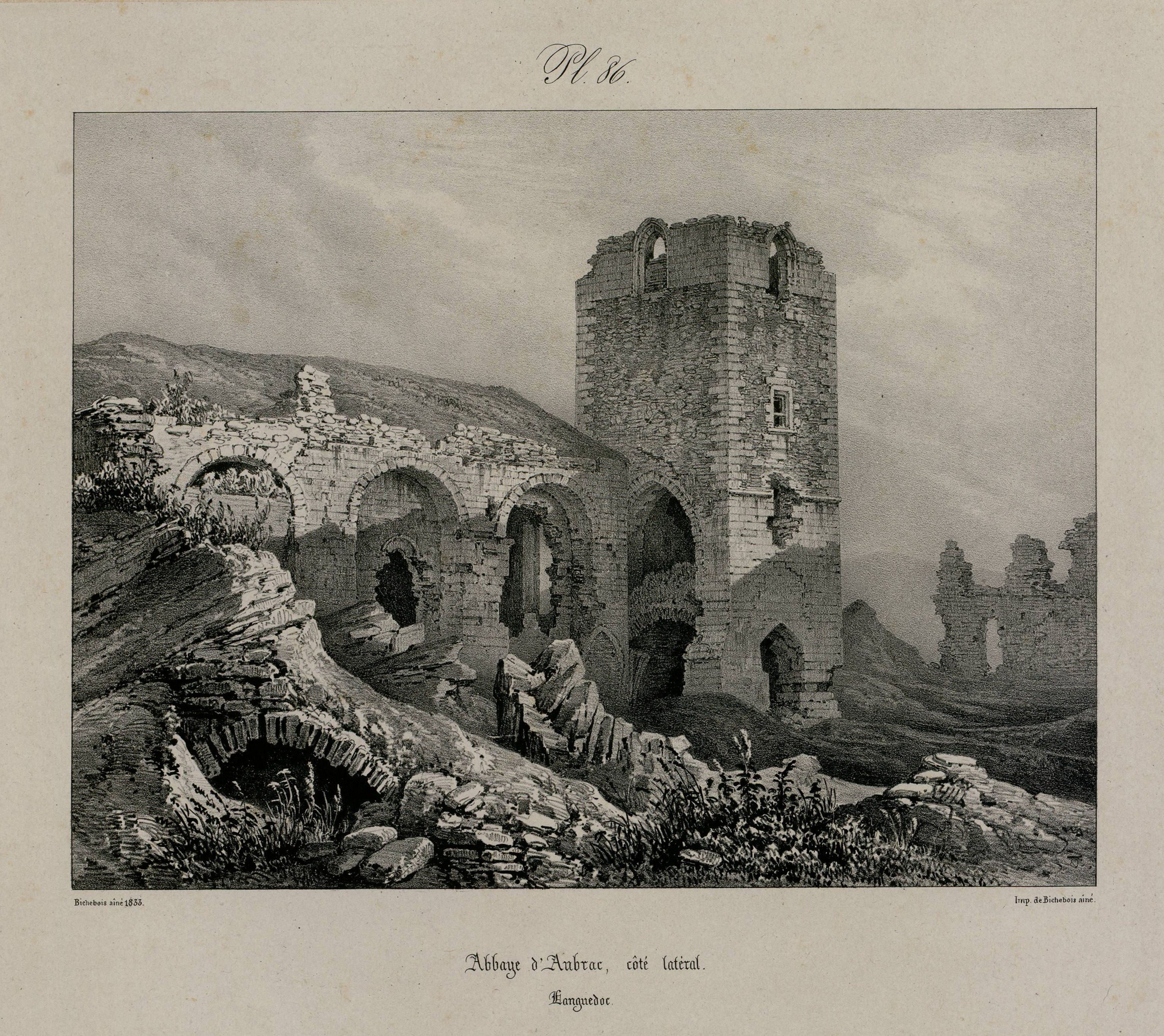
L'église Notre-Dame-des-Pauvres (façade sud) en 1833). estampe d'Alphonse Bichebois.

En 1524, le dom Antoine d'Estaing fut enterré conformément à ses dernières volontés dans un remarquable tombeau situé au sein de l'église.
Du fait de la Révolution française et du départ des religieux pendant l'année 1791, les bâtiments du monastère et l'église sont livrés à l'abandon et se dégradent rapidement. Lors de la vente de ces derniers au titre des biens nationaux, en 1793, l'église est affectée à la commune de Saint-Chély-d'Aubrac.
En juin 1803, un rapport destiné à engager des travaux en vue d'une tentative de restauration du culte, fait état de la disparition d'une partie de la couverture du toit de l'église. Ce rapport reste sans suite et les dégradations dues à l'absence d'entretien ou aux emprunts de matériaux s'accentuent, affectant en particulier le jubé et des encadrements de baie, dont des éléments sont réemployés dans des églises ou des édifices civils des communes environnantes. Il faut attendre 1840 et l'inscription de l'église d'Aubrac à la liste des monuments historiques du département de l'Aveyron, pour que de premiers travaux de restauration soient engagés. Entre 1843 et les années 1860, la toiture, qui n'a dû son maintien qu'à la solidité de la voûte, est réparée et reçoit une couverture de lauzes neuve, les encadrements de baie sont restitués et la partie supérieure du clocher, en ruine, est reconstruite.              
L'édifice est classé au titre des monuments historiques en 1925, année au cours de laquelle deux baies du clocher sont obturées.
Il a fait l'objet depuis cette date de plusieurs interventions. En 1938, les parties supérieures du mur situé à l'ouest et de celui situé au-dessus de la porte sud sont refaites à neuf, à la suite de leur effondrement dû à des infiltrations. En 1942, une partie du mur de la façade sud, affectée à la base du toit par un déversement, est réparée. Au cours des années 1970-1980, l'église et le clocher reçoivent une toiture neuve, les murs ouest et nord sont assainis et le dallage intérieur situé derrière l'autel est repris.